# Mihulcze Siodło
Mihulcze Siodło (słow. Sedlo, 1230 m) – przełęcz w jednej z grani masywu Osobitej w słowackich Tatrach Zachodnich. Znajduje się pomiędzy Rzędowym Zwornikiem (1589 m) a Mihulczą Czubą (1214 m), w grzbiecie oddzielającym Dolinę Bobrowiecką Orawską od Doliny Mihulczej. Południowe stoki przełęczy opadają do Żlebu pod Siodło (odnoga Doliny Suchej Orawickiej, ta zaś jest odnogą Doliny Bobrowieckiej), północne do dolinki nienazwanego potoku uchodzącego do Mihulczego Potoku w Dolinie Mihulczej.
Mihulcze Siodło to rozległe wypłaszczenie grzbietu. Dawniej rejon przełęczy i Żlebu pod Siodło był wypasany, należał do Hali Suchej, na której do XIX wieku wypasali mieszkańcy wsi Brzozowica, później wsi Witanowa. Pozostałością dawnego pasterstwa jest polana Siodło znajdująca się na przełęczy i na jej stokach opadających do Żlebu pod Siodło. Od nazwy polany pochodzi nazwa przełęczy  i nazwa żlebu. Nazwę Mihulcze Siodło nadano jej na polskich mapach, ludowa nazwa to po prostu Siodło (Sedlo) lub Mihulcze (Mihulčie).